# Dva dny před pozítřkem
Dva dny před pozítřkem (v anglickém originále Two Days Before the Day After Tomorrow) je osmý díl deváté řady amerického animovaného televizního seriálu Městečko South Park.

## Děj
Eric a Stan si hrají v motorovém člunu a nechtěně se rozjedou proti bobří hrázi. Po nárazu do hráze se člun vznítí a podpálí hráz. Eric prozradí, že člun není jeho, ale někoho neznámého. Z tohoto důvodu o události pomlčí. Poškozená hráz se zhroutí a zaplaví Beaverton. Lidé a média přisoudí tento jev Georgovi Bushovi pro nedostatečnou starost o bobry. Později usoudí, že je to vinou globálního oteplování. Vědecký ústav města South Park zjistí, že globální oteplování udeří dva dny před pozítřím. Lidé v panice utíkají a schovávají se před globálním oteplováním. Většina lidí se schová v městské hale. Randy tvrdí, že díky globálnímu oteplování klesne teplota na 70 miliónů stupňů Celsia pod nulou. Proto nikdo z haly neodchází. Stan prozradí své tajemství o rozbití bobří hráze Kylovi, a tak přemluví Erica, aby šli zachránit obyvatele Beavertonu. Jenomže když zase Stan řídí loď, tak nabourají do benzínové pumpy a vše začne hořet. Randy Marsh, Gerald Broflovski a Stephen Stotch se vydají zachránit Kyla, Erica a Stana. Mezitím přijde vláda Spojených států a zachrání obyvatele. Média poté začnou rozhlašovat, že je konec globálního oteplování.

## Zajímavosti
- Epizoda je narážkou na film Den poté